# Friedrich-Wilhelm von Herrmann
 (juillet 2025).
Si vous disposez d'ouvrages ou d'articles de référence ou si vous connaissez des sites web de qualité traitant du thème abordé ici, merci de compléter l'article en donnant les références utiles à sa vérifiabilité et en les liant à la section « Notes et références ».
Friedrich-Wilhelm von Herrmann, né le 8 octobre 1934 à Potsdam et mort le 2 août 2022 à Fribourg-en-Brisgau, est un philosophe allemand. Spécialiste de la pensée de Martin Heidegger, il a travaillé avec lui à l'Université de Fribourg de 1972 à 1976 où il a ensuite été professeur de 1979 à 1999.

## Biographie

### Études et carrière universitaire
Friedrich-Wilhelm von Herrmann naît le 8 octobre 1934 à Potsdam. Après son baccalauréat, il étudie la philosophie et l'histoire à l'Université libre de Berlin de 1955 à 1957 puis à l'Université de Fribourg. Après avoir obtenu un doctorat en 1961 sous la direction d'Eugen Fink, il devient son assistant jusqu'en 1970, année durant laquelle il obtient une habilitation universitaire. Après vingt ans d'enseignement à l'université de Fribourg, il devient professeur émérite en 1999.

### Heidegger
Herrmann travaille avec Martin Heidegger de 1972 jusqu'à sa mort en 1976. Heidegger le nomme directeur d'une édition complète de ses Œuvres, entamée en 1975 et toujours en cours. Herrmann se donne pour mission d'enseigner sa philosophie à l'international. Il collabore avec Francesco Alfieri, éditant une version italienne de la correspondance de Heidegger de 1930 à 1949 avec son frère Fritz, qui aborde des questions politiques et sociales. En 2017, ils publient ensemble Die Wahrheit über die "Schwarzen Hefte", chez Duncker & Humblot à Berlin. L'ouvrage est traduit en 2021 sous le titre de Martin Heidegger et la vérité sur les "Cahiers noirs", avec des extraits bilingues des Cahiers. En 2019, Herrmann publie un commentaire de Vom Ereignis, accueilli comme une approche accessible de la philosophie de Heidegger.